# Hell’s Kitchen (film 1998)
Hell’s Kitchen – amerykański dramat kryminalny z 1998 r., w którym zagrali m.in. Rosanna Arquette, William Forsythe, Angelina Jolie, Mekhi Phifer i Johnny Whitworth. Reżyserem i autorem scenariusza był Tony Cinciripini.

## Główne role
- Rosanna Arquette - Liz McNeary
- William Forsythe - Lou Reilly
- Angelina Jolie - Gloria McNeary
- Mekhi Phifer - Johnny Miles
- Johnny Whitworth - Patty
- Stephen Payne - Boyle
- Jade Yorker - Ricky
- Michael Nicolosi - Sean
- Ryan Slater - Hayden McNeary
- Sharif Rashed - Stevey Miles